# Луций Аквилий Корв
Лу́ций Акви́лий Корв (лат. Lucius Aquilius Corvus; умер после 388 года до н. э.) — римский политический деятель из патрицианского рода Аквилиев, один из шести военных трибунов с консульской властью 388 года до н. э.
Во время трибуната Аквилия римская армия разграбила земли эквов, а в Этрурии, воюя с Тарквиниями, взяла города Кортуоза и Контенебра. О роли Аквилия в этих событиях и о его последующей судьбе ничего не известно.